# 楊致煥
楊致煥（1890年5月23日—1982年2月13日），別號炳文。嫩江省富裕縣人。民國37年（1948年）在嫩江省選區當選第一屆立法委員

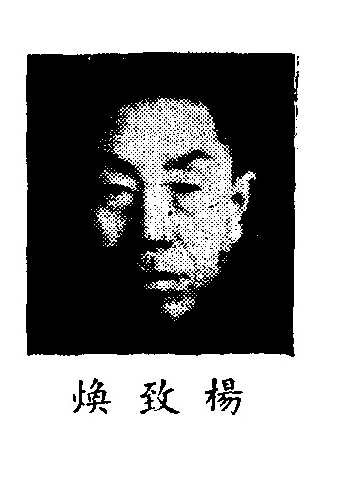
制憲國民大會代表

## 生平[1]
- 黑龍江省立第一中學校畢業
- 國立北平師範大學校畢業
- 黑龍江省立第一師範學校訓育主任、省立第一中學校教務主任
- 北平私立東北知行補習中學校長
- 重慶私立華西工商專科學校訓導主任
- 龍北區招撫司令
- 黑龍江省黨部委員
- 中國國民黨第四、第六全大會出席代表
- 中國國民黨平漢鐵路特別黨部籌備委員
- 中國國民黨北寧鐵路特別黨部主任委員
- 中國國民黨齊齊哈爾鐵路特別黨部主任委員
- 中國國民黨中央黨部組織部幹事、副科長
- 財政部福建省福鼎菸酒稅局長
- 中央考核委員會黨務組組員
- 教育部東北區教育輔導委員會委員
- 嫩江省政府接收委員
- 制憲國民大會代表
- 民國71年2月13日病逝[2]